# Civita
Civita (in Arbëresh, IPA: [ar'bəreʃ]: Çifti) ist eine von Arbëresh (IPA: [ar'bəreʃ]) gegründete Berggemeinde mit 915 Einwohnern (Stand 31. Dezember 2023) in der Provinz Cosenza in Kalabrien in Süditalien. Mit Blick auf das Ionische Meer ist es für die Besucher aus Apulien, Kalabrien und Sizilien das „Tor“ des Nationalparks Pollino.
Civita wurde in die Liste der Bandiera Arancione aufgenommen und gehört seit 2003 zur Vereinigung I borghi più belli d’Italia („die schönsten Orte Italiens“).
Civita besteht aus drei Ortsteilen, dem historischen Teil San Antonio (in Arbëresh: Sinandoni), dem von Piazza und dem von Magazeno.

## Geografie

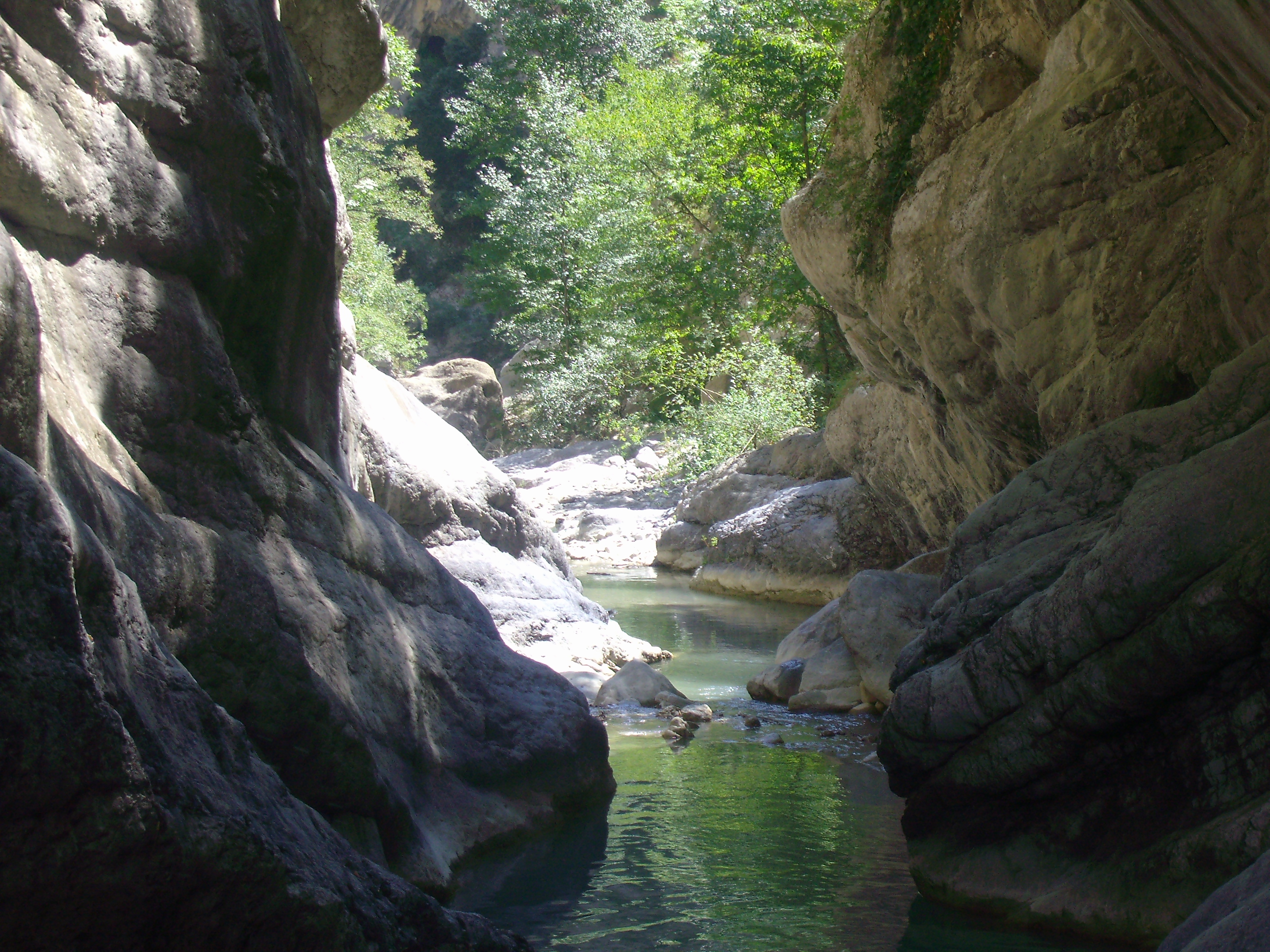
Gole del Raganello

Das Gebiet der Gemeinde liegt auf einem Hochplateau auf einer Höhe von 450 m über dem Meeresspiegel, umgeben von bewaldeten Bergen mit Blick auf das Naturschutzgebiet Le Gole del Raganello, eine enge Schlucht des Torrentes Raganello und umfasst eine Fläche von 27 km². Am Horizont erblickt man das Ionische Meer.
Civita liegt etwa 75 km nördlich von Cosenza und ca. 11 km östlich von Ejanina, einer Fraktion von Frascineto, die von albanischen Flüchtlingen (Arbëresh) im 15. Jahrhundert gegründet wurden. Weitere Nachbargemeinden sind Cassano allo Ionio, Castrovillari, Cerchiara di Calabria, Francavilla Marittima und San Lorenzo Bellizzi.
Nach der italienischen Klassifizierung bezüglich seismischer Aktivität wurde Civita der Zone 2 (in einer Skala von 1 bis 4) zugeordnet.

## Die Herkunft des Namens
Es ist unklar, ob der Ortsname von çifti, was in Arbëresh „Paar“ (in Bezug auf die beiden Bezirke St. Antonio und Magazeno), von çifti „Adler“ oder von lateinisch Civitas abstammt.

## Geschichte

### Vorgeschichte

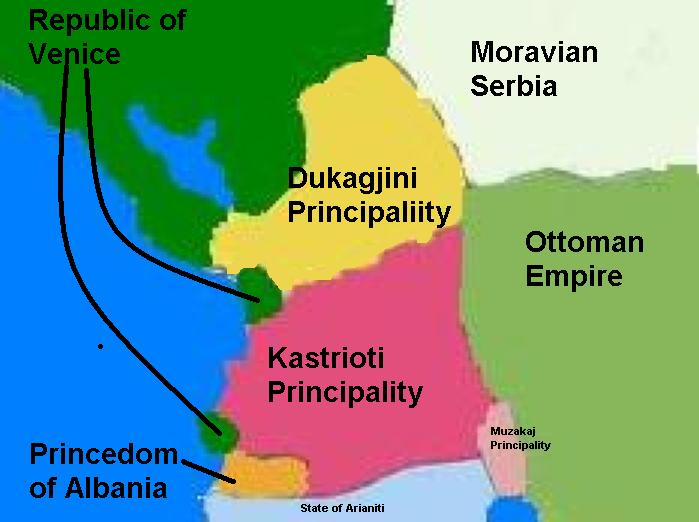
Fürstentum Kastrioti im 15. Jahrhundert

Nachdem der albanische Fürst Gjergj Kastrioti, genannt Skanderbeg, Albanien für 25 Jahre gegen die vordringenden muslimischen Osmanen (Türken) verteidigt hatte, verstarb er 1468 in Lezha wahrscheinlich an Malaria. Jahrelang versuchten albanische „kapedan“ (mutige Personen ohne einen wahren Führer), Albanien gegen die Osmanen zu verteidigen. Den Osmanen gelang es schließlich 1478 mit der Eroberung von Kruja und 1479 mit der von Shkodra, Albanien für die darauffolgenden 400 Jahre unter ihr Joch zu bringen.

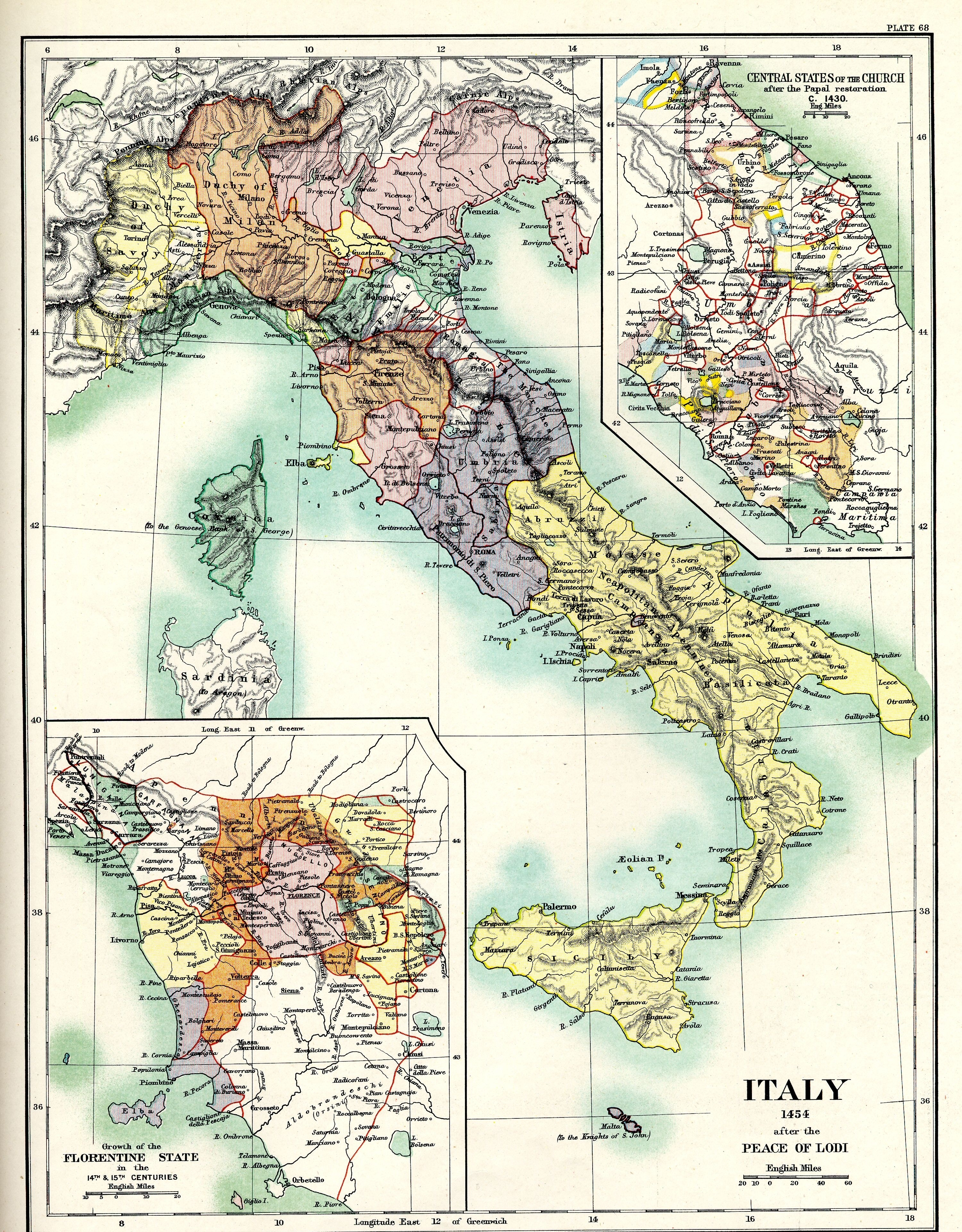
Das Königreich Neapel nach dem Frieden von Lodi (1454)

Um dem osmanischen Joch zu entkommen, äußerte Skanderbegs Witwe Donika Arianiti König Ferdinand I. von Neapel den Wunsch mit ihrem Sohn Gjon Kastrioti II., der einzige Nachkomme Skanderbegs, sich auf den Lehnsgütern Skanderbegs im Königreich Neapel niederlassen zu dürfen, um dem osmanischen Joch zu entkommen, was der König mit seinem Brief vom 24. Februar 1468 mit „Freude“ akzeptierte.
Es folgte die vierte von neun Auswanderungswellen von albanischen Familien nach Italien. Gründe dazu waren die geografische Nähe und die guten Beziehungen zwischen den Kastrioti und den Königen von Neapel aus dem Hause Aragon.
In Süditalien wurden die Albaner aufgenommen, weil sie einerseits als Märtyrer der christlichen Religion galten, die jahrzehntelang gegen die Osmanen gekämpft und damit die osmanische Invasion in Italien verlangsamt hatten und andererseits, weil Hungersnöte, Seuchen und Erdbeben (wie das katastrophale vom 5. Dezember 1456) die süditalienischen Regionen entvölkert hatten, was den Gutsbesitzern ermöglichte, den Flüchtlingen vorteilhafte Privilegien, wie Halbierung der Steuern und volle administrative Autonomie, anzubieten.
Die Albaner in Italien (Arbëresh) gründeten fast 100 Soldaten- und Bauernkolonien, von denen sich die meisten in Kalabrien befinden.

### Die Gründung von Civita

Italien um das Jahr 1000

Der historische Ortskern von Civita San Antonio wurde 1471 auf einer bereits bestehenden Siedlung „Castrum Sancti Salvatoris“ gegründet.

Kalabrien gehörte vom 6. bis ins 11. Jahrhundert zum Byzantinischen Reich und die Küstenorte wurden immer wieder von Sarazenen aus dem Emirat Sizilien heimgesucht und geplündert.

Die antike Stätte „Castrum Sancti Salvatoris“ wurde von Cassanesi und Personen der ionischen Küste nach einem Überfall der sizilianischen Sarazenen benutzt und dann im Jahr 1014 von den Sarazenen niedergebrannt. 1456 wurde die Stätte durch ein Erdbeben zerstört und verlassen.
Im 11. Jahrhundert wurde Kalabrien von den Normannen erobert. Ab 1130 zählte es unter Roger II. zusammen mit anderen süditalienischen Gebieten zum Königreich Sizilien. Ende des 13. Jahrhunderts fiel das süditalienische Festland unter die Herrschaft der französischen Anjou und bildete das Königreich Neapel. Mitte des 15. Jahrhunderts fiel das Königreich unter die Kontrolle der Krone Aragon.
Geronimo Sanseverino (2. Fürst von Bisignano, 4. Herzog von San Marco, 6. Graf von Tricarico und Chiaromonte, 3. Graf von Altomonte) begünstigte die Ansiedlung von Albanern auf seinem entvölkerten Land. Er gab ihnen die Möglichkeit verlassene Stätten zu besiedeln und neue Orte zu gründen.

Als Geronimo Sanseverino 1487 auf Veranlassung Königs Ferdinand I. von Aragon wegen der führenden Beteiligung an der gescheiterten Verschwörung der Barone (1485-1486) gegen den König 1487 hingerichtet wurde und das Casale (italienische Bezeichnung für ein Haus oder eine Häusergruppe auf dem Land) und Lehen von Civita beschlagnahmt wurden, wurde der freigebige griechische Graf Giorgio Paleologo Assan, der seit 1463 mit seiner Frau Anna Ralena in Galatina lebte, beauftragt, „das wieder zurückzuholen, was den Albanern, die in seinem Casale in Civita leben, von einigen [Personen] aus Cassano und Castrovillari weggenommen worden war, sie ausgeplündert und ihnen Ware entwendet haben“.

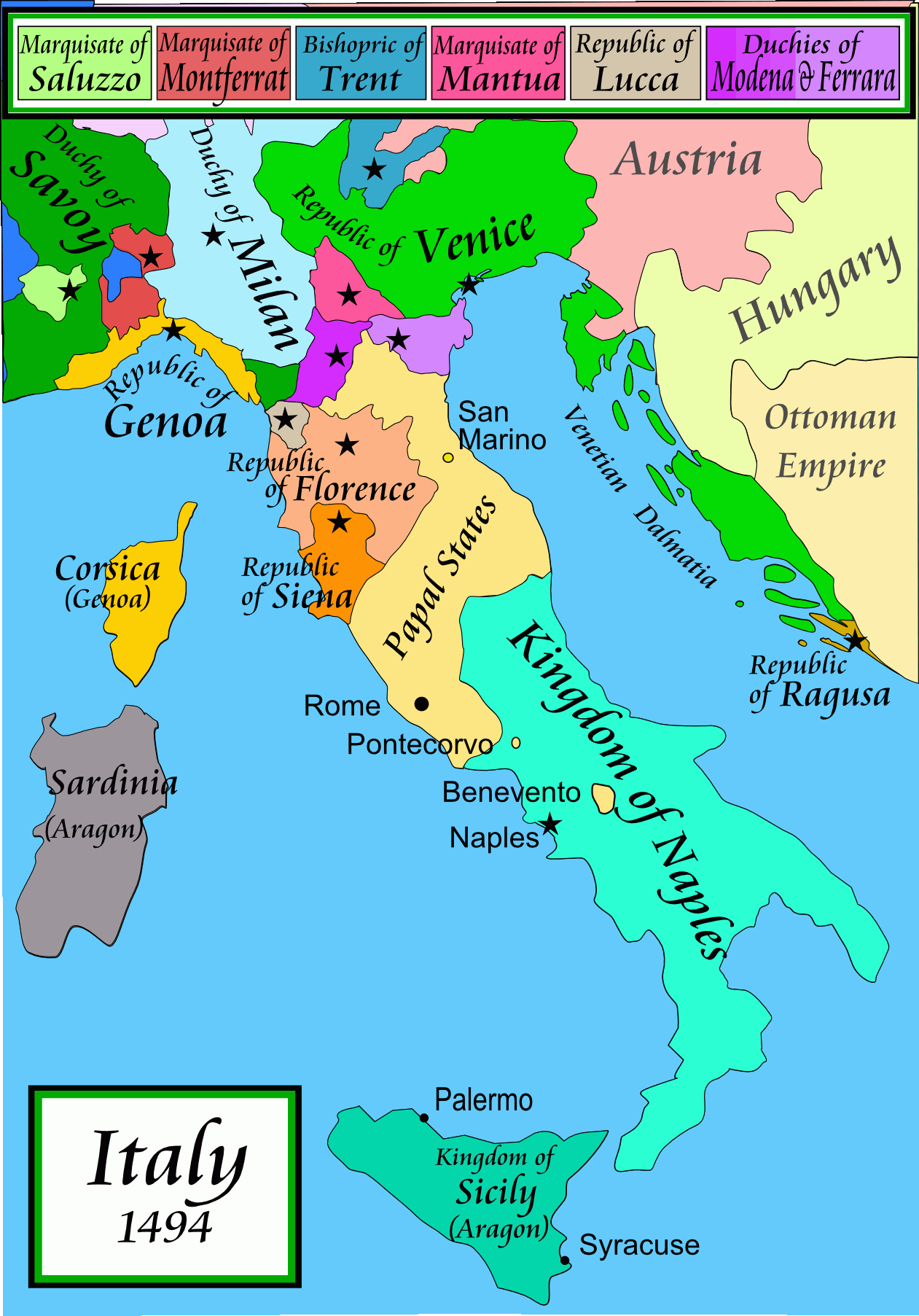
Italien Ende des 15. Jahrhunderts

In einem Dokument aus dem Jahr 1487 wird Giorgio Paleologo Assan als „freigebiger Herr der großen Verdienste für das Erledigen der Arbeit der Versöhnung des Königreiches“ bezeichnet, wofür ihm König Ferdinand I. das Casale von Civita gewährte.
König Karl VIII. von Frankreich, der ein weit entferntes Erbrecht auf den Thron von Neapel hatte, begab sich mit seinen Armeen nach Italien und begann die sogenannten italienischen Kriege des 16. Jahrhunderts. Die Flucht des spanischen Königs von Neapel Ferdinands II. ausnutzend, konnte Karl VIII. Neapel einnehmen und ließ sich am 22. Februar 1495 als Karl IV. zum König von Neapel krönen. Während seiner kurzen Amtszeit (– 6. Juli 1495) stellte er die vorherige Situation der Lehnsherren wieder ein und übergab Berardino (od. Bernardino) Sanseverino († 1516?), Sohn von Geronimo Sanseverino sein Lehen. Somit war er 3. Fürst von Bisignano, 5. Herzog von San Marco, 8. Graf von Tricarico und Chiaromonte, 4. Graf von Altomonte.
1539, im Anschluss an die dritte Hochzeit von Pietroantonio Sanseverino (Enkel von Geronimo Sanseverino und Sohn von Bernardino Sanseverino) mit Erina Castriota, Urenkelin von Skanderbeg, kamen weitere Albaner aus Apulien nach Civita, mit denen der Ort die Anzahl von 276 Einwohnern erreichte.

Im Jahre 1572 verkaufte Bernardino Sanseverino Civita an einen Baron Campilongo und 1613 ging Civita an den Baron Francesco Maria d'Urso. 1657 war das Casale Civita Teil des Herzogtums der Familie Serra von Cassano.
In den folgenden Jahrhunderten geriet das Königreich Neapel unter die Kontrolle der Habsburger und der Bourbonen. Während der napoleonischen Zeit (1806–1816) wurde Civita nach der französischen Ordnung von 1807 Università (in Süditalien von 1266 bis 1807 Name für eine gewissermaßen selbständige Verwaltungseinheit) von Cassano all'Ionio.

### Civita heute
Heute wird in Civita noch fließend die albanische Sprache der Vorfahren gesprochen und seine Einwohner gehören zur albanischen ethnischen und sprachlichen Minderheit Italiens, die durch das Gesetz 482 „Zum Schutz der historischen Sprachminderheiten“ vom 15. Dezember 1999 geschützt werden.
Civita war eine der ersten Arbëresh-Gemeinden, die den vom Gesetz 482/99 vorgesehenen „Sportello Linguistico Comunale“ (sprachlicher Gemeindeschalter) zum Schutz und zur Entwicklung des ethnolinguistischen Erbes einrichtete.

## Religion
Die östliche Prägung spiegelt sich deutlich in den Kirchen von Civita wider, die zur Italo-albanischen Kirche in der Eparchie Lungro in der Kirchenregion Kalabrien gehören und immediat, d. h. direkt dem Heiligen Stuhl unterstellt ist.

Die Madonna del Rosario (Rosenkranzmadonna) und San Biaggio sind die Schutzheiligen von Civita und werden mit einer Messe nach griechisch-byzantinischem Ritus gefeiert.

### Die Mutterkirche Santa Maria Assunta

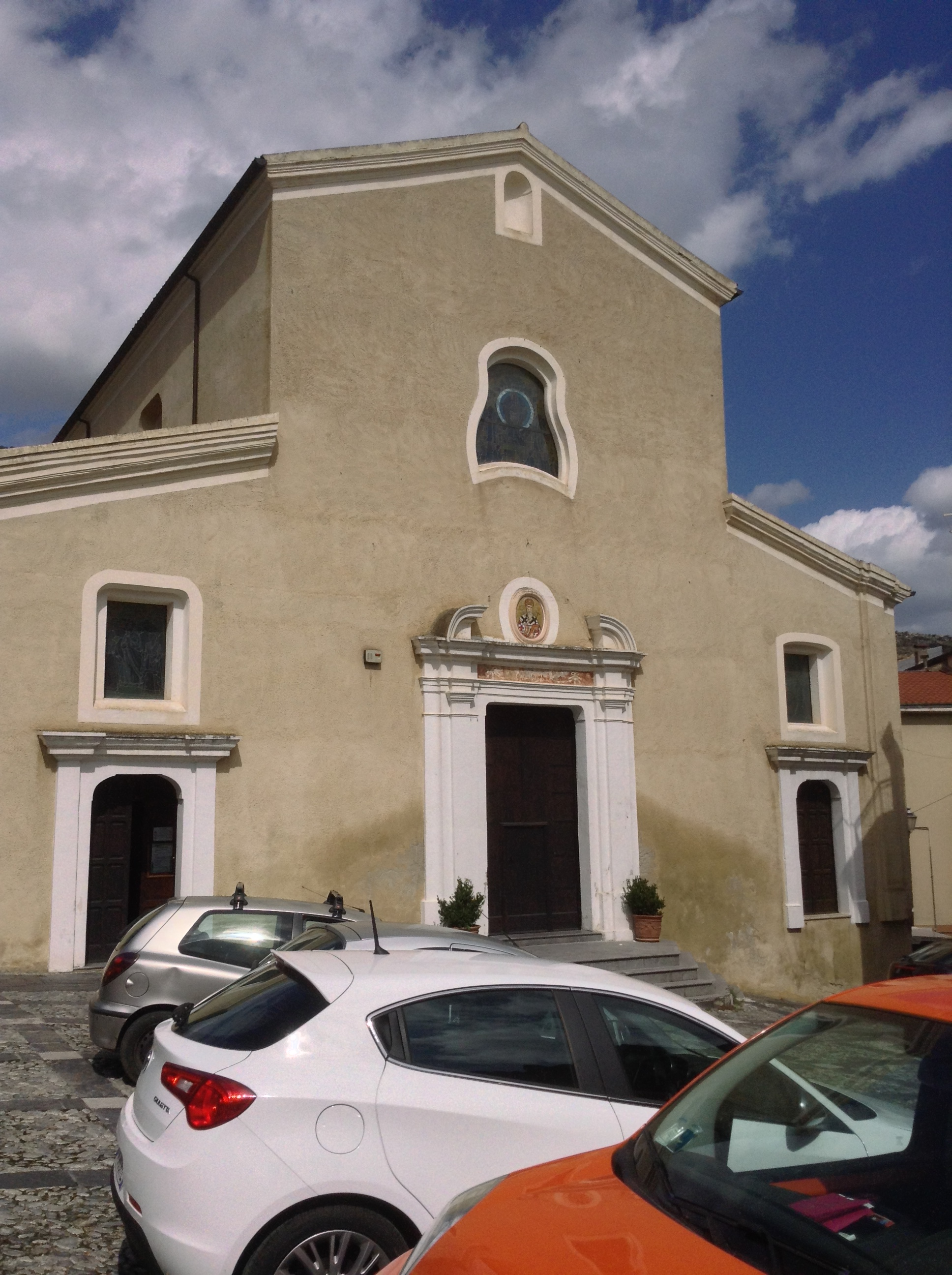
Kirche Santa Maria Assunta

In der Mutterkirche Santa Maria Assunta halten Arbëresh seit mehr als 500 Jahren die griechisch-byzantinische göttliche Liturgie ab und behalten die beeindruckende christliche östliche Symbolik, die alten Handlungen und Lieder der griechischen Tradition und vor allem die albanische Sprache mit griechisch-byzantinischen Paramenten, Ikonen, Mosaiken und der Ikonostase bei.
Die Kirche Santa Maria Assunta wurde in den frühen Jahrzehnten des 17. Jahrhunderts nach den Vorschriften der religiösen Obrigkeit ohne Ikonostase gebaut und befindet sich auf dem heutigen Ortsplatz. Aus einem notariellen Akt vom 25. August 1641 geht hervor, dass Frau Costanza Martina Camodeca die Maria vom Rosenkranzkapelle in der Kirche von Civita hat bauen lassen, was bedeutet, dass 1641 der Bau der Kirche entweder abgeschlossen oder kurz vor der Fertigstellung war. Zunächst wurde sie die Neue Kirche genannt, weil die Gläubigen vor ihrer Fertigstellung ihren Kult in den zahlreichen Kapellen im historischen Ortskern San Antonio abhielten. Die Kapellen von San Salvatore, San Leone, des Heiligen Geistes, San Francesco und San Pietro existieren heute nicht mehr. Die Kapellen San Antonio und Santa Maria della Consolazione befinden sich noch heute im historischen Ortsteil San Antonio.
Die Kirche ist nicht nach der byzantinischen Architektur nach der Haupthimmelsrichtung Osten-Westen mit dem Altar im Osten und dem Eingang im Westen ausgerichtet, sondern nach der Nebenshimmelsrichtung Nordwesten-Südosten mit dem Altar im Nordwesten. In der byzantinischen Tradition befindet sich die Apsis immer in Richtung Osten, wo die Sonne aufgeht, Symbol für das Reich des Lichtes, das den Herrgott darstellt.
Die Kirche Santa Maria Assunta wurde im Laufe der Zeit mehrmals Renovierungsarbeiten unterzogen, wobei unter dem Fußboden 27 Gräber gefunden wurden. 1988 wurde auf Geheiß von Papas Antonio Trupo der lateinische Altar mit dem griechischen Altar und der Ikonostase in Oliven- und Nussbaumholz ersetzt, typisch für Kirchen mit griechisch-byzantinischem Ritus.

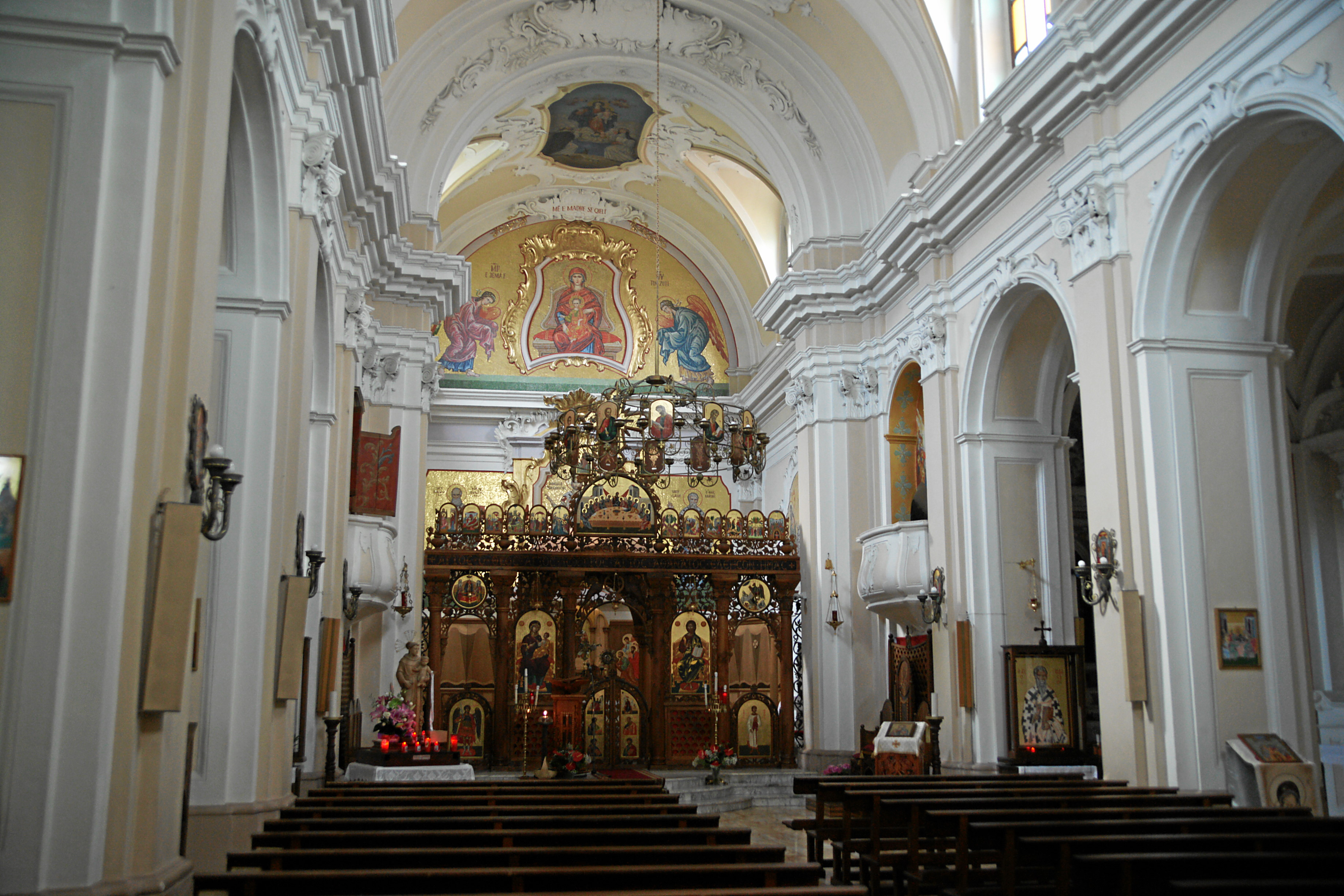
Innenansicht
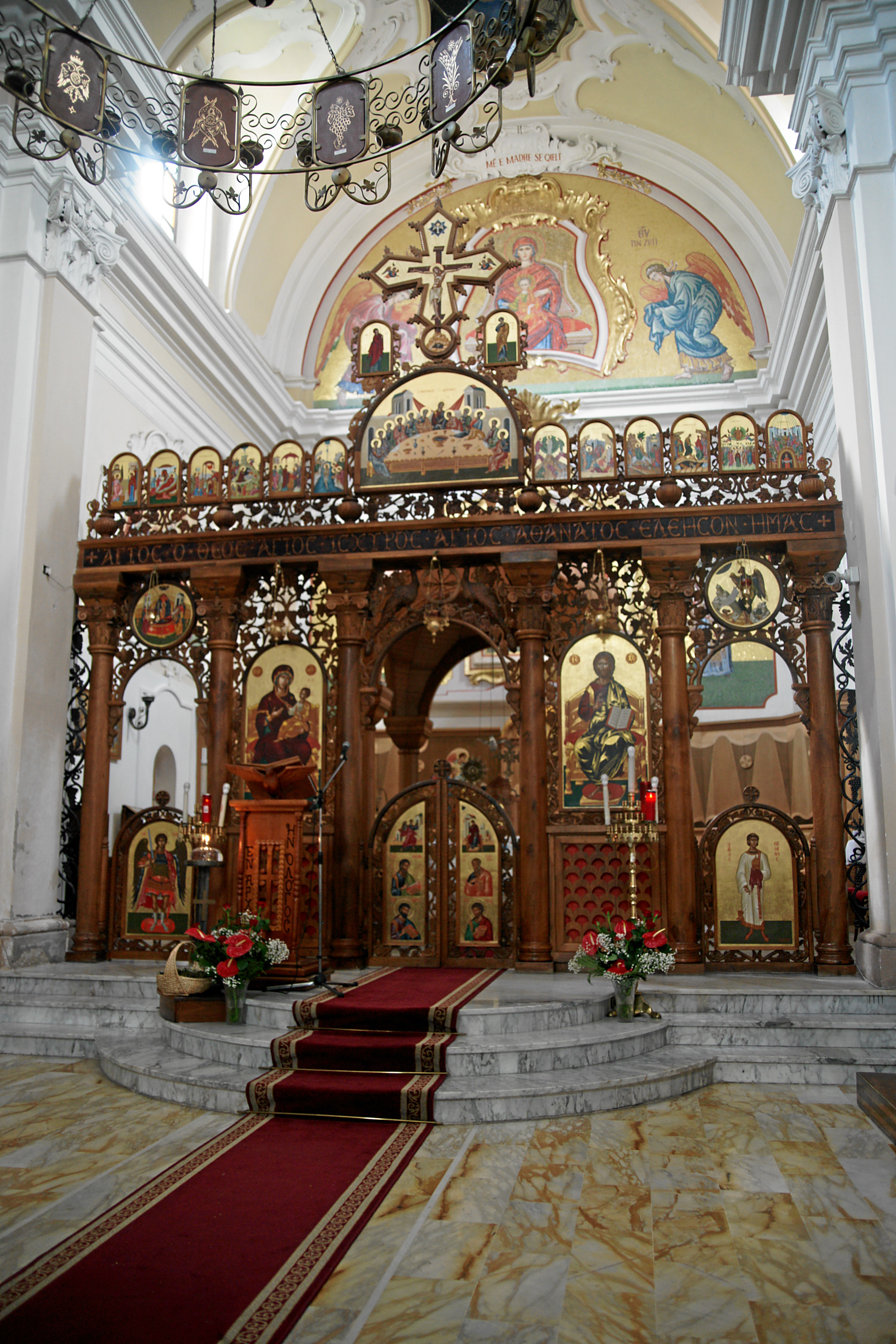
Ikonostase
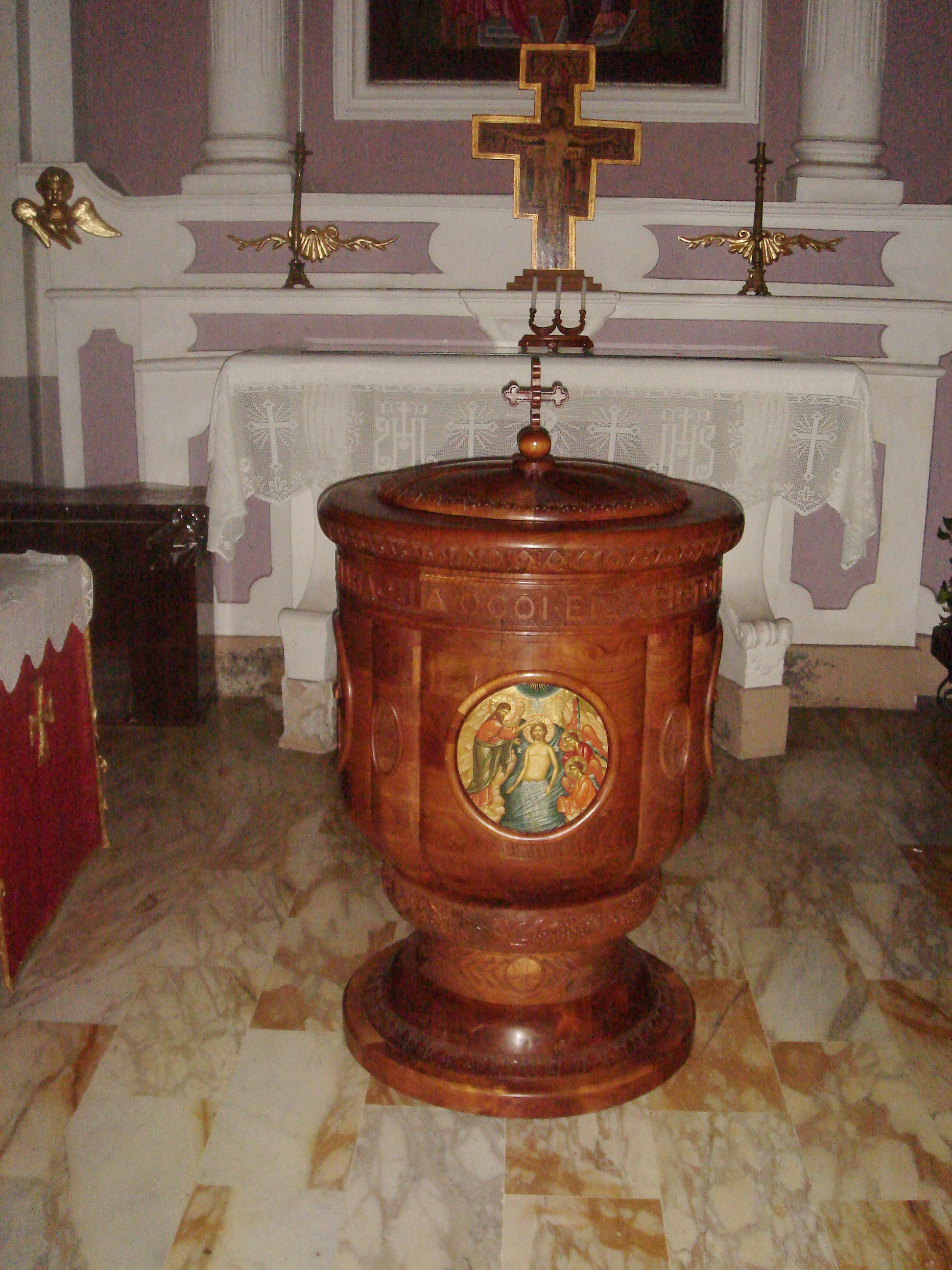
Taufbecken
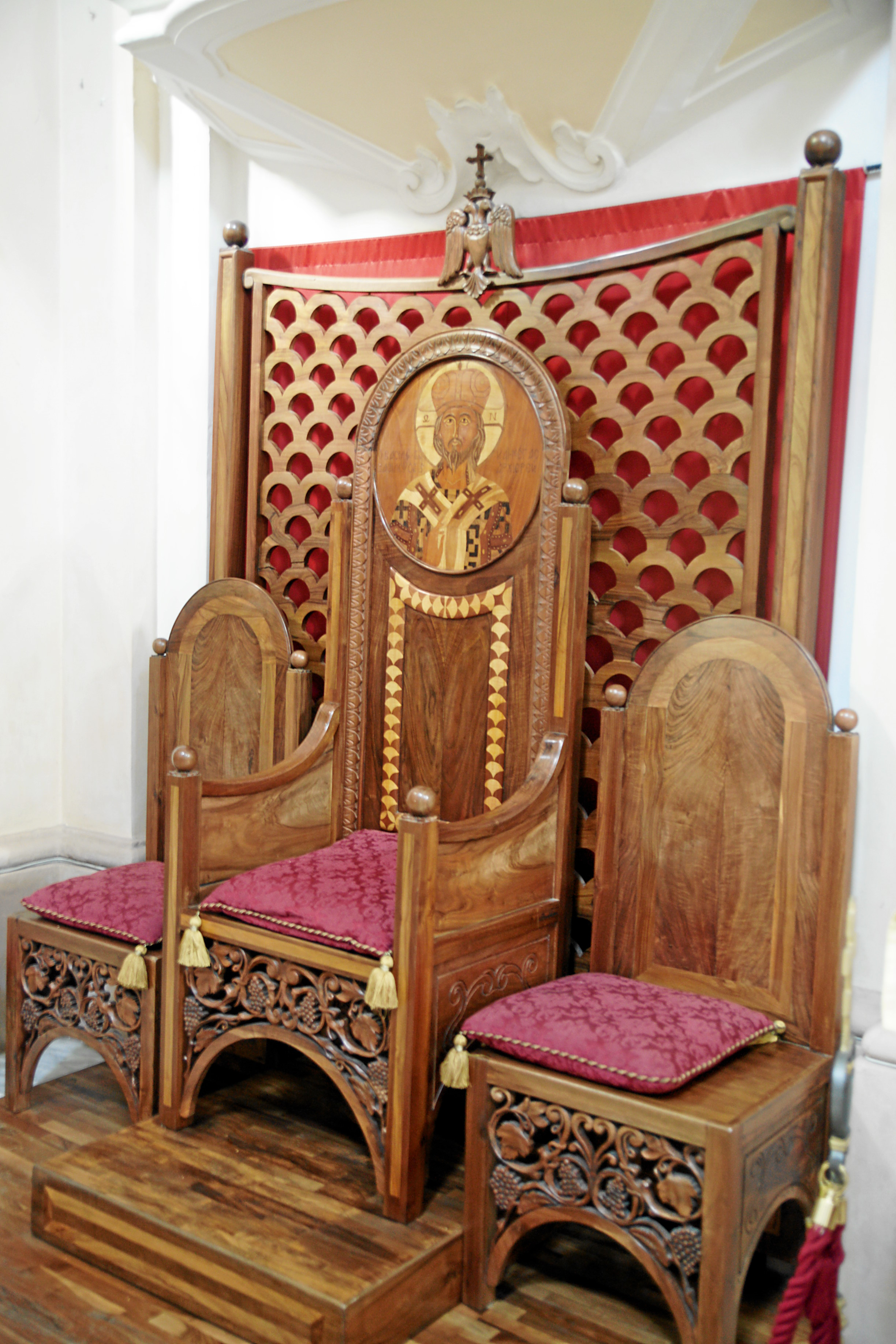
Bischofsthron
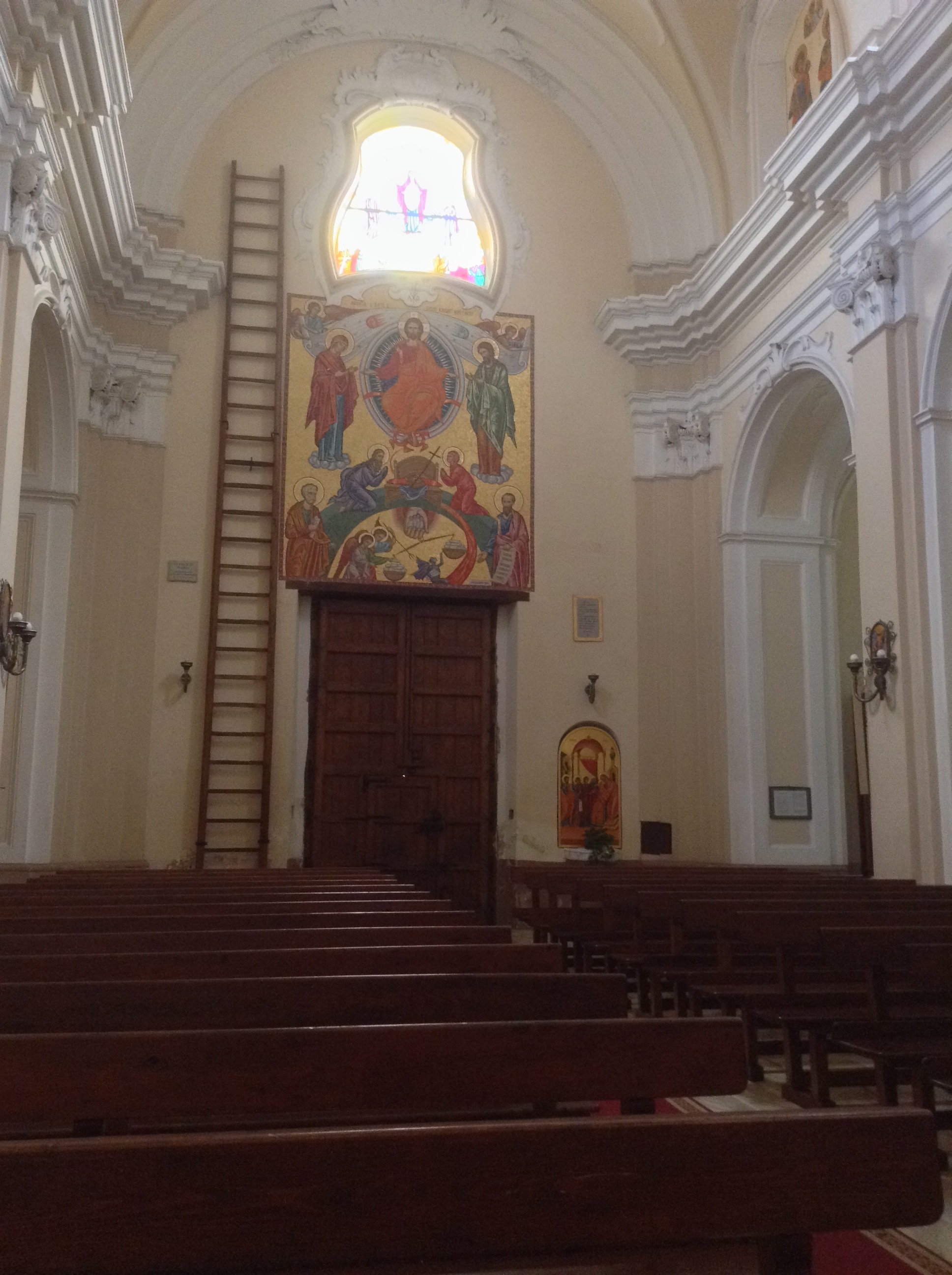
Die „große Treppe“ mit Mosaik des Jüngsten Gerichts
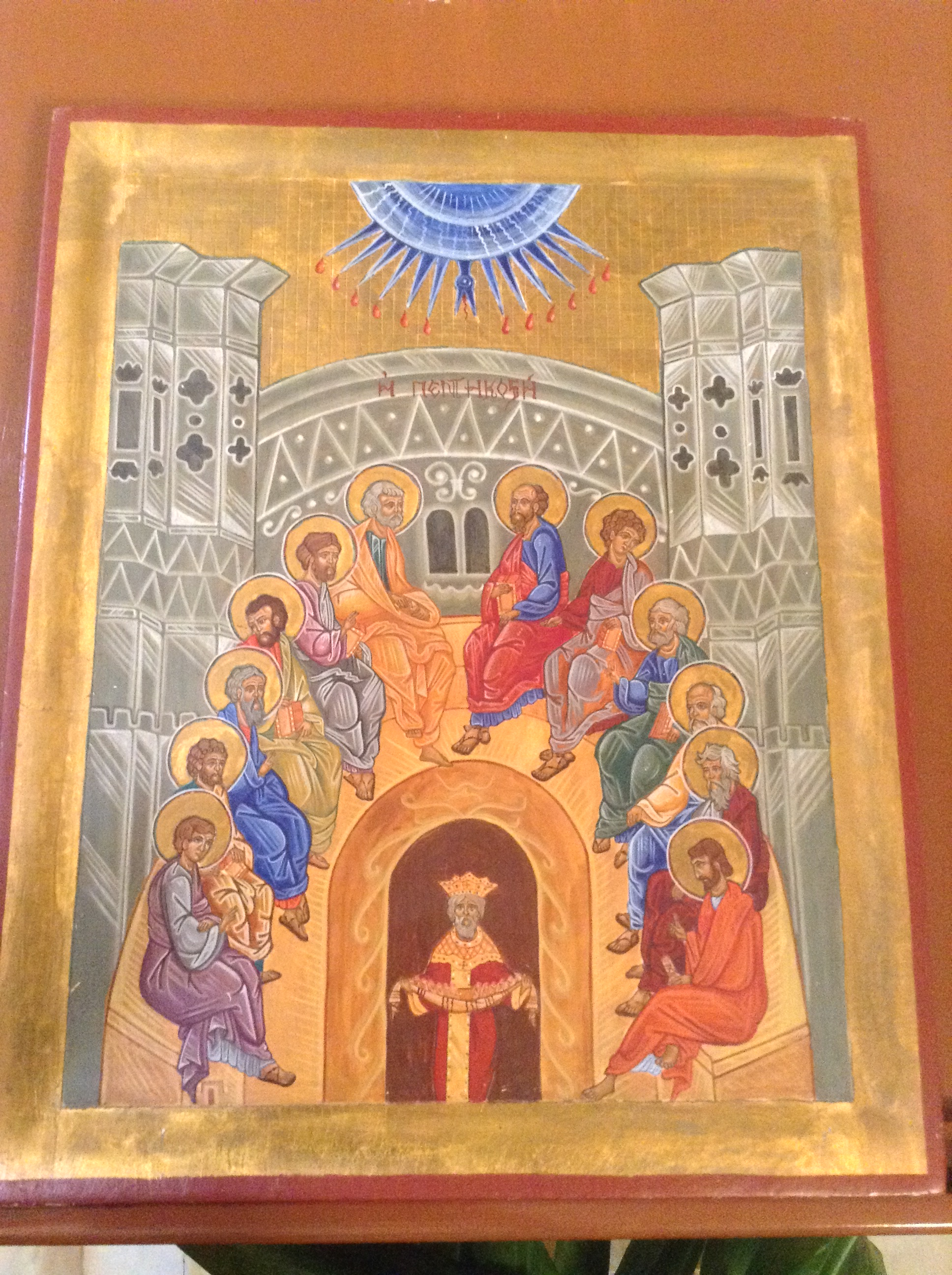
Pfingsten (byzantinische Malerei)

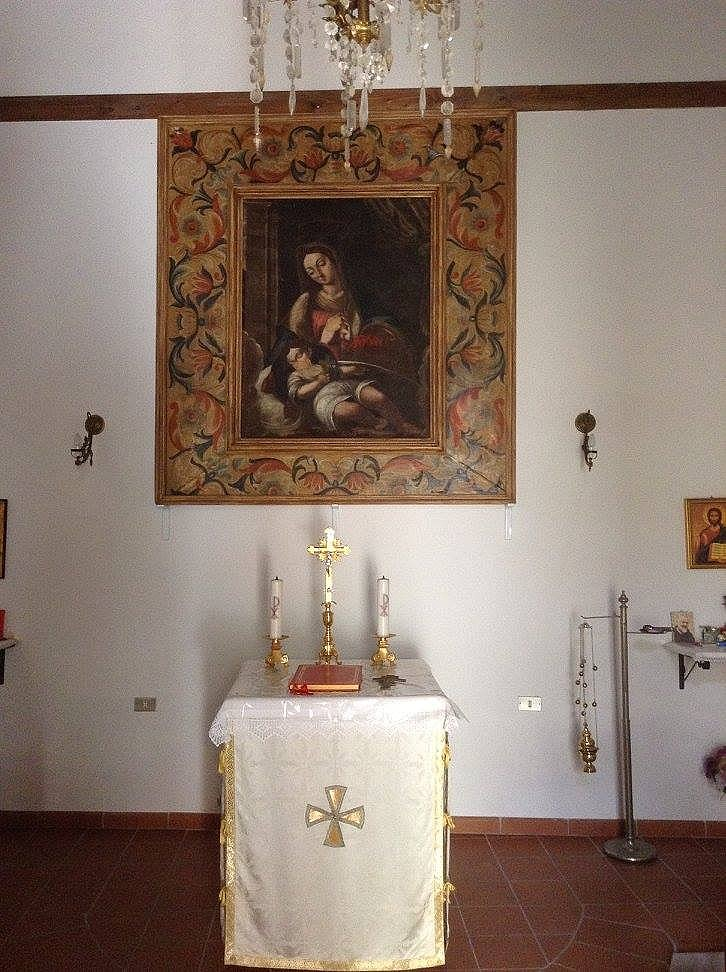
Madonna mit Kind in der Kapelle Santa Maria della Consolazione

### Die Kapelle Santa Maria della Consolazione
Nach der Gedenktafel neben der Eingangstür ist die Kapelle aus dem 16. Jahrhundert, gehörte der Familie „Basta“ und wurde von der Familie „Lo Passo Caterina und Tochter“ verwaltet.
Auf der Kapellenglocke wurde ein Datum mit einer lateinischen Widmung eingraviert: „A. D. 1701 S.M CONSOLAZIONE ORA PRONOBIS CATERINA CAVASSA FECIT PRO SUE DEVOTIONE“.
Über dem Altar eine Madonna mit Kind auf Leinwand mit Holzrahmen und ein zweites Gemälde, das Sankt Anna darstellt.
2006 wurde die Kapelle renoviert. Sie ist heute Eigentum der Pfarrgemeinde.

## Sehenswürdigkeiten
- Am Dienstag nach Ostern erneuert die Vallet-Tradition (folkloristische Darstellung der eigenen sprachlichen und kulturellen Identität) den Sieg von Giorgio Castriota Skanderbeg über die Osmanen[21]
- in den ersten drei Tagen des Monats Mai werden in den verschiedenen Ortsteilen Freudenfeuer (kaminet) angezündet und für die Gelegenheit werden spontan vjershë (traditionelle ArbëreshLieder) gesungen.

### Ortsteil Magazeno
- Belvedere "La Culletta" (in Arbëresh: Djepeza)
- Ponte del Diavolo (Teufelsbrücke)
- Gole del Raganello (Raganelloschlucht), ein Naturschutzgebiet
- Die Festung Kruja über der Raganelloschlucht, eine Reproduktion der Festung von Kruja in Albanien aus dem Jahr 2000, das heutige Konventionzentrum. Im Inneren kann man die Kunstgalerie besuchen, die Gemälde von Civita und die Volksgruppe der Arbëresh beherbergt.
- Kirche Santa Maria Assunta (in Arbëresh: Klisha Shën Mëris Fletjes), italo-albanische Kirche mit griechisch-byzantinischem Ritus
- Ethnisches Arbëresh Museum

### Ortsteil San Antonio
- die sieben Kodra Häuser, anthropomorphe Häuser
- 43 verschiedene Schornsteine, Symbole des sozialen Familienstatus, in den Ortsteilen San Antonio und Magazeno
- Die Kapellen San Antonio und Santa Maria della Consolazione

## Fotos

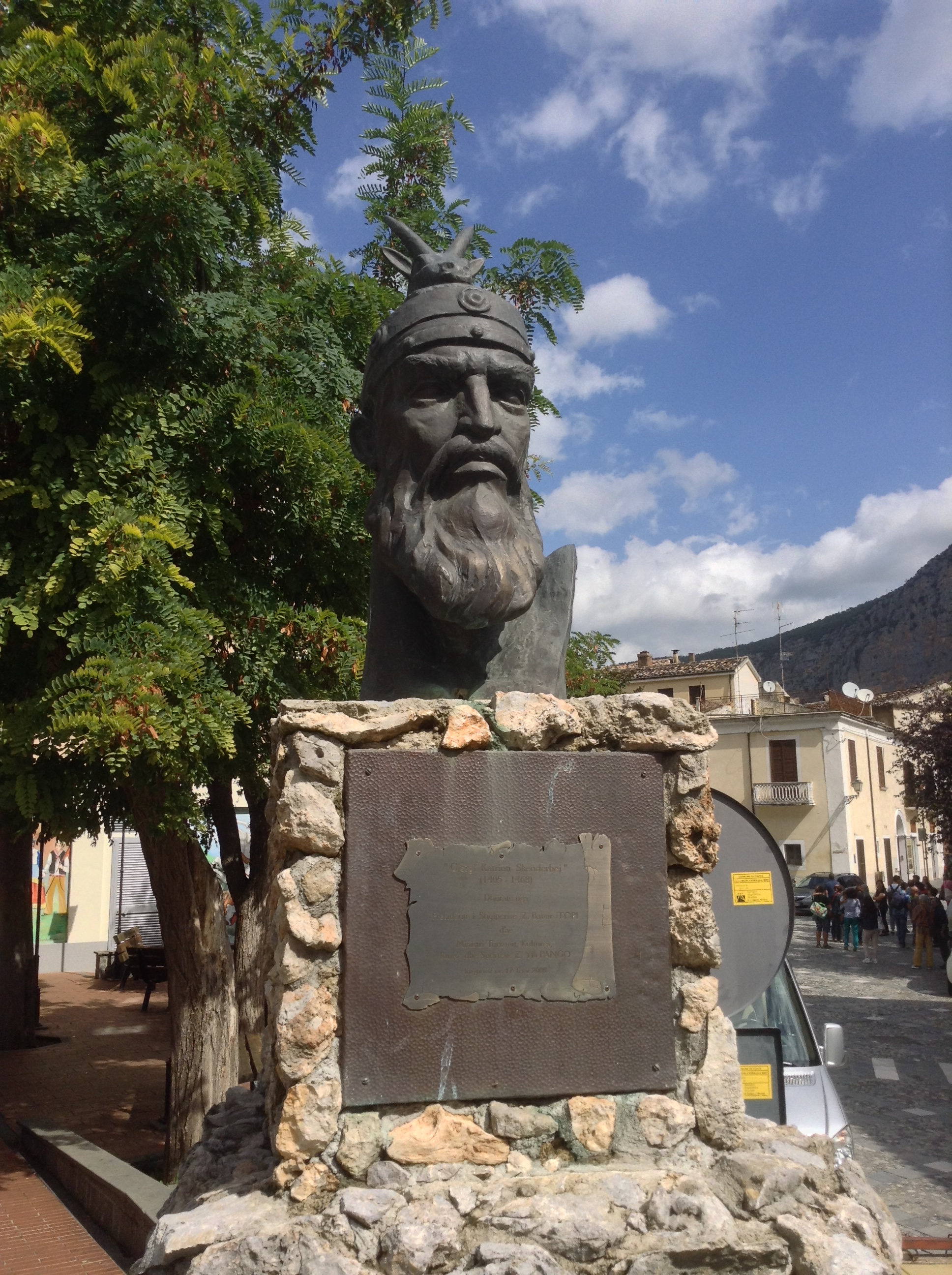
Georg Castrioti Skanderbeg, albanischer Nationalheld
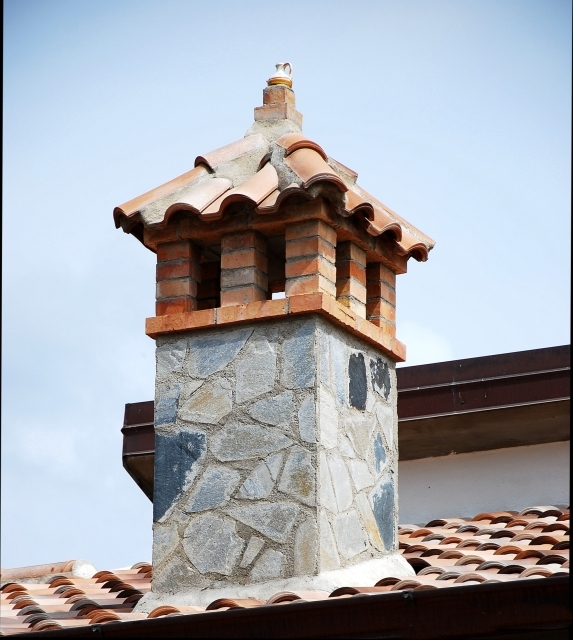
Typischer Schornstein in Civita
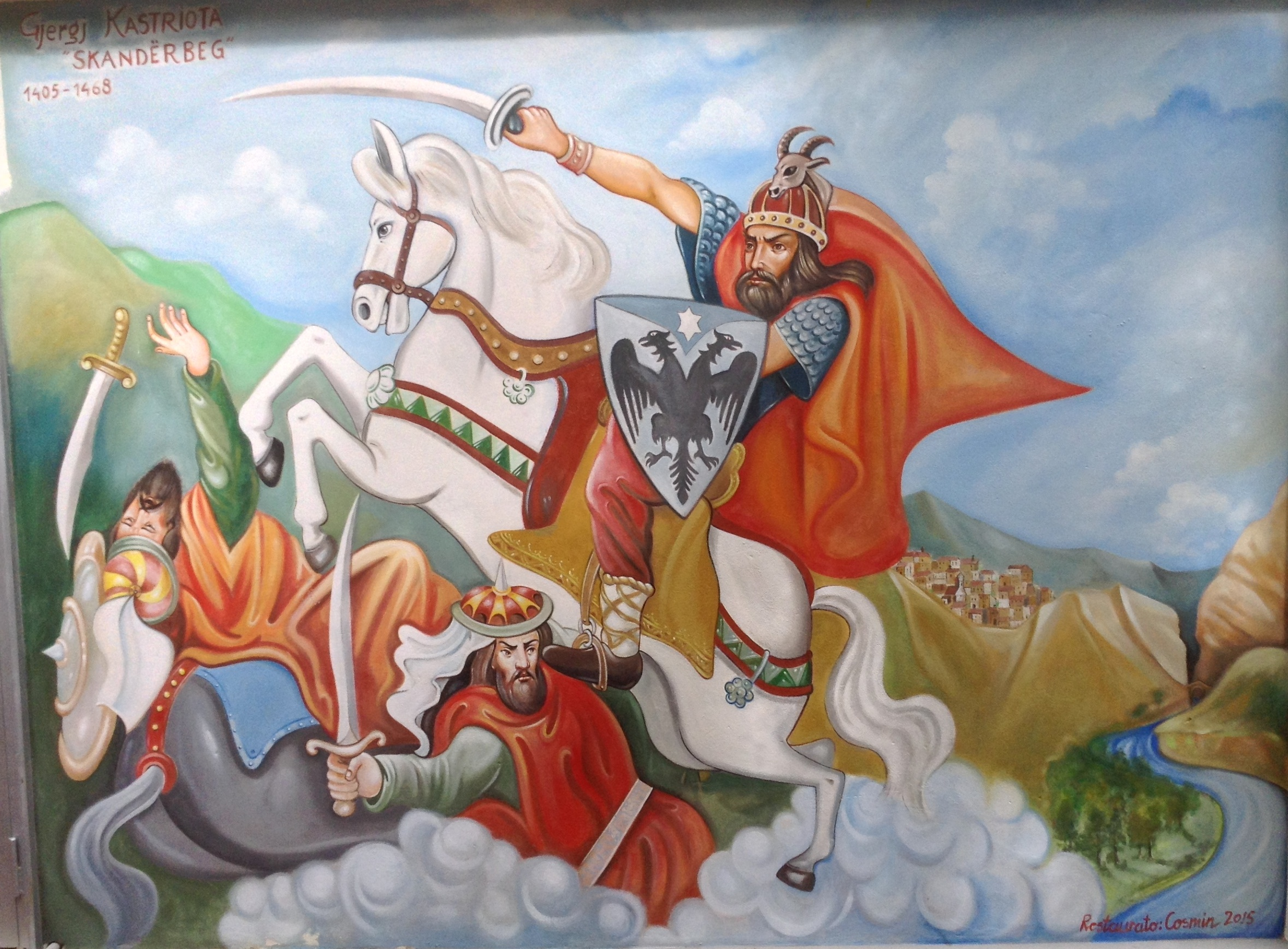
Skanderbeg kämpft gegen die Osmanen, Murales am Rathaus
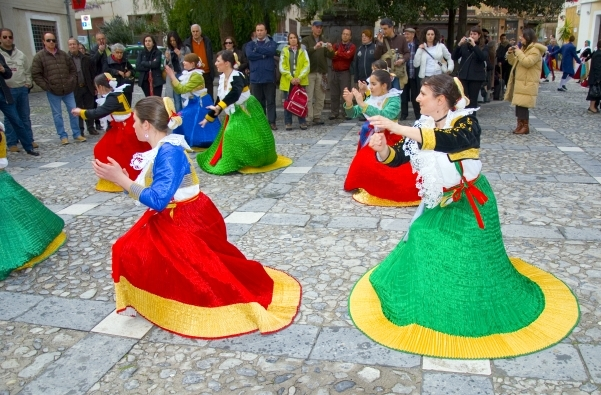
Vallet-Tanz
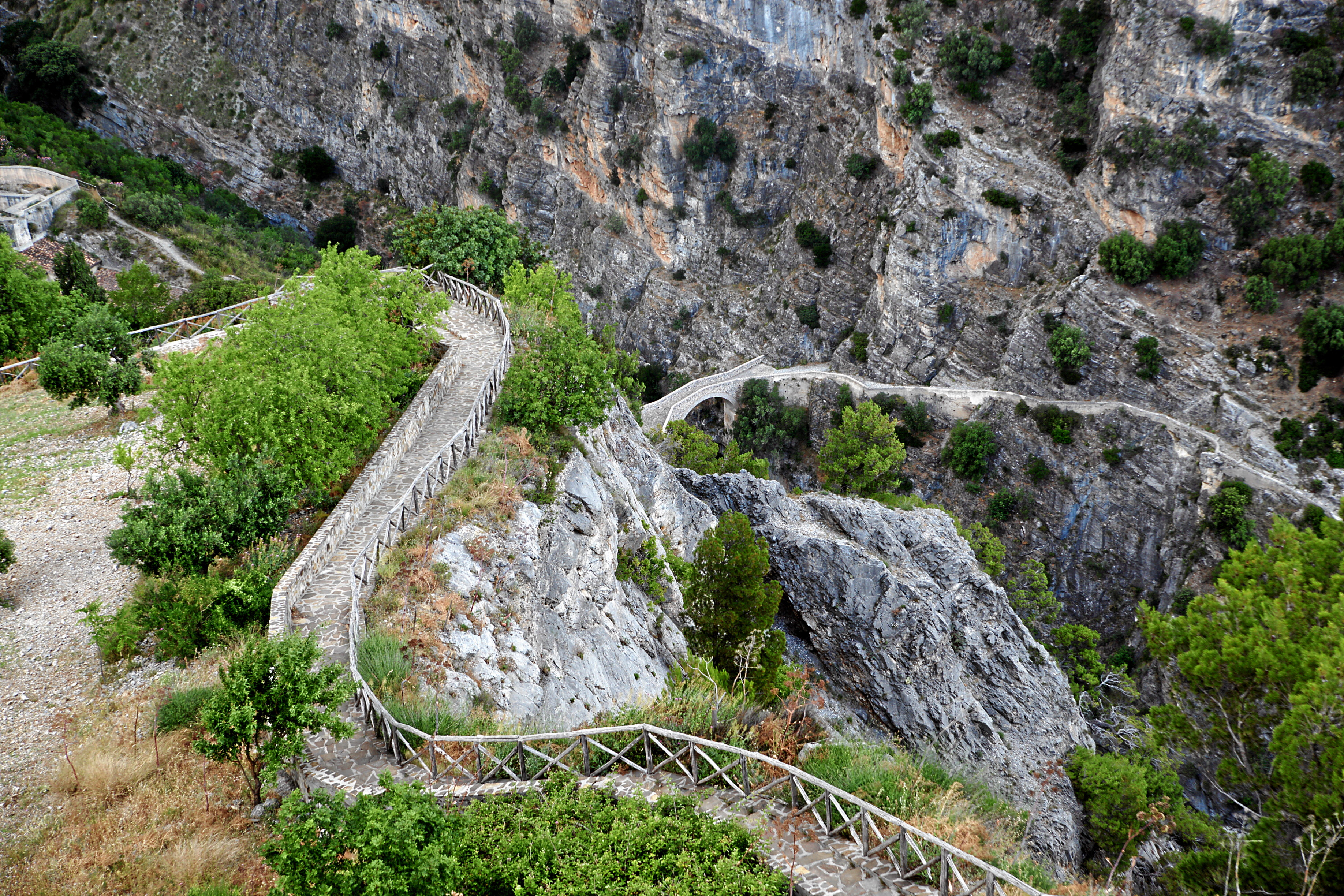
Ponte Diavolo, gesehen vom Belvedere